# Euroinglese
L'euroinglese (o Euro English) è una serie di varietà di inglese usati nell'Europa continentale e specialmente nelle istituzioni dell'Unione europea o tra i giovani europei interessati da progetti di mobilità (come il progetto Erasmus).

## Storia
Il termine Euro English fu usato per la prima volta da Carstensen nel 1986 per denotare l'adozione di anglicismi in Europa.
L'allargamento dell'Unione europea diminuì l'influenza delle altre lingue di lavoro (tedesco e francese). Lo sviluppo del progetto Erasmus creò una nuova categoria di europei mobili che necessitava di una lingua franca per comunicare in tutta Europa.
Non c'è ancora accordo circa il fatto che l'appropriazione dell'inglese da parte di non madrelingua nell'Europa continentale stia dando origine a una nuova varietà europea di inglese. Mollin rifiuta l'euroinglese come una varietà della lingua inglese. Secondo Forche, la maggior parte delle caratteristiche attribuite all'euroinglese potrebbero essere identificate come errori commessi dai discenti, sebbene vi siano alcune tendenze di nativizzazione. La futura istituzionalizzazione potrebbe avvenire sotto l'influenza dei giovani europei mobili.

## Esempi
| Inglese standard                                         | Euroinglese                                              | Origine |
| -------------------------------------------------------- | -------------------------------------------------------- | --- |
| Last October I had the opportunity to attend a workshop. | Last October I had the possibility to attend a workshop. | possibilità in italiano traduce "opportunity" |
| That Mercedes is my dentist's car.                       | That Mercedes is the car of my dentist.                  | possessivo nelle lingue romanze. Per esempio, in italiano: L'automobile del mio dentista |
| current                                                  | actual                                                   | l'aggettivo inglese actual ha subito un cambio semantico e adesso è un falso amico (vedi le parole imparentate in tedesco aktuell, olandese actueel, italiano attuale, francese actuel, portoghese/spagnolo actual) |
| to provide (for)                                         | to foresee                                               | francese prévoir, olandese voorzien |
| We are offering a challenging position in our unit.      | We propose a challenging position in our unit.           | proporre in italiano traduce sia "to offer", sia "to suggest" |
| Please enter your PIN code below.                        | Please introduce your PIN code below.                    | introdurre in italiano traduce sia "to insert" (inserire), sia "to type in" (digitare). |